# Hamouda Bashir
Hamouda Ahmed El Bashir (ur. 1 lutego 1983) – piłkarz sudański grający na pozycji środkowego pomocnika.

## Kariera klubowa
Piłkarską karierę Bashir rozpoczął w klubie Al-Hilal Omdurman. W jego barwach zadebiutował w pierwszej lidze. Swój pierwszy sukces osiągnął w 2003 roku, kiedy po raz pierwszy w karierze został mistrzem kraju, a w 2004 roku sięgnął po dublet. Zdobycie prymatu w kraju powtarzał z klubem z Omdurmanu przez kolejne lata aż do roku 2007.

## Kariera reprezentacyjna
W reprezentacji Sudanu Bashir zadebiutował w 2003 roku. W 2008 roku został powołany przez selekcjonera Mohameda Abdallaha do kadry na Puchar Narodów Afryki 2008.